# Antoine Léonard Thomas
Pour les articles homonymes, voir Thomas.
Antoine Léonard Thomas, né le 31 octobre 1734 à Clermont-Ferrand et mort le 31 décembre 1785 à Oullins, est un poète, critique littéraire et académicien français, surtout renommé en son temps pour sa grande éloquence.

## Biographie
Fils d’une femme fort distinguée et d’un caractère fortement trempé, mère de dix-sept enfants, qui garda, jusqu’à l’âge de quatre-vingt-quatre ans, ses facultés et, en dirigeant elle-même la première éducation de ses enfants, elle prépara les succès de ceux qui survécurent. Amené à Paris à l’âge de dix ans, le jeune Léonard fit au collège du Plessis des études solides, et y eut des succès nombreux et brillants. Malgré les vœux de sa famille, qui le destinait au barreau, il accepta une place de professeur dans une petite classe au collège de Beauvais ; c’était pour lui un moyen de se livrer plus librement au penchant qui l’entraînait vers les lettres. Il y débuta, en 1753, par une thèse pour la maîtrise des arts, intitulée : Quantum in societatibus hominum litteratorum ad mutuam utilitatem mutua prosit amicitia.
Thomas se faisait une idée très noble, et pas trop orgueilleuse du lettré et de son rôle moral dans la société car il exigeait beaucoup des littérateurs et ne stipulait rien pour eux, ce qui était méritoire chez un tout jeune homme. En 1756, il publia, sans y mettre son nom, des Réflexions philosophiques et littéraires sur le poëme de la Religion naturelle de Voltaire, jugeant avec une lourdeur pédantesque les vers du brillant poète qu’il tentait de réfuter, et comparant son génie à « un volcan qui ne jette plus que de faibles étincelles obscurcies par beaucoup de cendres ». Plus tard il désavoua ce péché littéraire, chanta la palinodie, et Voltaire le compta, sinon parmi ses complaisants, au moins parmi ses admirateurs les plus déclarés. La même année, il composa une Ode des plus emphatiques (1756), dédiée au contrôleur général des finances Moreau de Séchelles, et qui fit augmenter les revenus de l’université de Paris d’une somme de 20 000 francs.
En 1757, son Mémoire sur la cause des tremblements de terre, fut jugé digne d’un accessit par l’Académie de Rouen. Écrit dans un esprit tout religieux, ce motif lui suffit à le repousser, par la suite, du recueil de ses livres. Lorsque Watelet lui offrit une pension de 1 200 francs pour lui permettre de se consacrer plus librement à sa vocation littéraire, le jeune professeur refusa, préférant compter sur lui-même et sur sa plume, ce en quoi il n’eut pas tort car l’esprit nouveau avait pénétré jusqu’à l’Académie française. Sous le secrétariat de Duclos, l’Académie avait, en effet, considérablement fait preuve d’innovation dans le choix des sujets qu’elle proposait pour les prix d’éloquence, en décidant de substituer aux lieux communs de rhétorique ou de morale l’éloge des hommes célèbres de la nation. Thomas fut, avec La Harpe, l’écrivain du XVIIIe siècle qui entra le mieux dans le véritable esprit de ces concours. Ainsi, « suivant qu’on fait peu de cas de la liberté ou qu’on l’aime, on ne voit dans Thomas qu’un déclamateur ampoulé, un esprit faux et chimérique, ou bien sous la forme un peu fastueuse et guindée de son éloquence, à travers les exagérations candides d’un enthousiasme inexpérimenté, on sent en lui une âme honnête, généreuse, un talent sincère  ».
Les succès oratoires de Thomas à l’Académie commencèrent en 1759 par l’Éloge du maréchal de Sax (Paris, 1759, in-8o), morceau faible, où Grimm a trouvé, non sans raison, du verbiage. La même année paraissait Jumonville, poëme historique en quatre chants, ode en l’honneur du capitaine de Jumonville relatant l’épisode controversé de la mort de cet officier français assassiné en Amérique par les Anglais, où abondent les sentiments patriotiques, mais également les vers éclatants mais froids ; le sujet n’est pas heureux, puisque dans la version de Thomas, il s’agit d’un assassinat dont le jeune colonel George Washington en porte la responsabilité. Élie Fréron lui délivra néanmoins complaisamment un certificat de talent poétique.
Son Éloge du chancelier d’Aguesseau, fut, en revanche, couronné en 1760 et l’Épitre au Peuple, présentée au concours de poésie, obtint l’accessit. En 1761, l’Éloge de Duguay-Trouin ; en 1762, l’Ode sur le Temps, encore plus enflée qu’élevée et qui eut le prix, achevèrent de faire sa réputation. En 1762, le duc de Praslin, ministre des Affaires étrangères, s’attacha, en qualité de secrétaire, Thomas qui n’aliéna pas pour autant son indépendance dans ce poste délicat puisque que c’est dans les bureaux du duc qu’il a composé, en 1763, son Éloge de Sully, qui eut un retentissement prodigieux. Les fermiers généraux se plaignirent, les courtisans murmurèrent : le parti philosophique adopta Thomas, et Grimm a écrit : « cet éloge mérite à lui seul plus de couronnes que les trois autres ensemble », tout en mêlant à sa louange quelques critiques contre « la pompe puérile et pédantesque:390 » de cette diction laborieuse. Ce qu’il y a de meilleur, aujourd’hui qu’on ne cherche plus d’allusions dans l’Éloge de Sully, ce sont des plaintes éloquentes contre l’abaissement des âmes au XVIIIe siècle, contre la mollesse des mœurs publiques, enfin des vœux où l’écrivain souhaitait des constitutions « qui n’éloigneraient plus les orateurs de tout ce qui a rapport au gouvernement et aux affaires ».

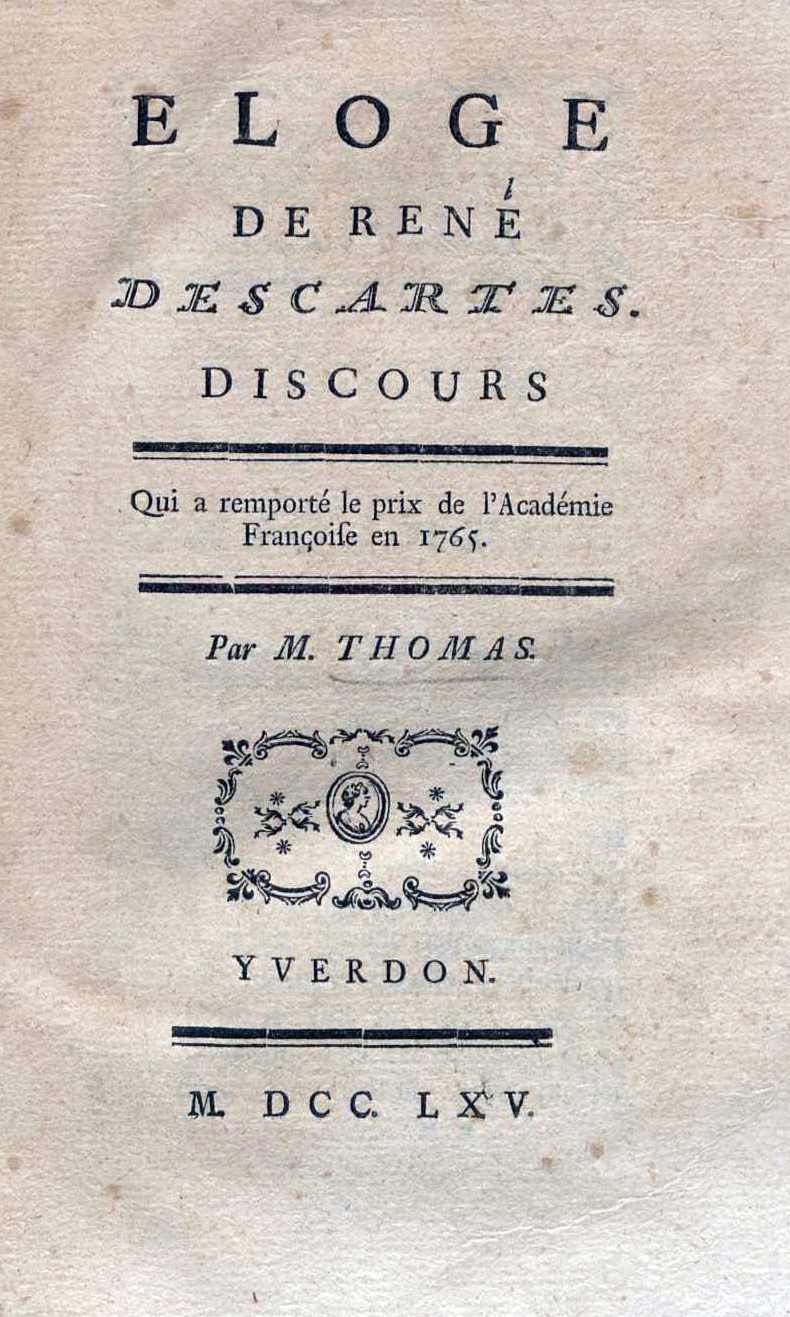
Éloge de René Descartes (1765)

L’Éloge de Descartes, en 1765, suscita à Thomas l’animosité de tous les réactionnaires de l’Académie ; les abbés Batteux et d’Olivet, qui étaient à la tête de ces derniers, obtinrent que Thomas partage le prix avec Gaillard, qui n’a compris ni le philosophe ni l’écrivain dans Descartes.
La conduite de Thomas était conforme à ses discours. Une querelle s’était élevée entre le duc de Praslin et Marmontel à propos d’une plaisanterie attribuée à ce dernier, et qui atteignait le ministre et sa société. Comme Marmontel se présentait à l’Académie, le duc, pour faire échouer sa candidature, ordonna à Thomas de se mettre sur les rangs tout en lui procurant, par le duc de Choiseul, un brevet de secrétaire interprète des Suisses, avec 1 000 écus d’appointements afin que sa place de secrétaire particulier d’un ministre ne soit pas un obstacle à son élection. Thomas devait garder ce poste jusqu’à sa mort mais, intimement lié avec Marmontel, sacrifia son poste à l’amitié ainsi qu’à sa dignité, en aout 1763. En 1766, l’Éloge du dauphin, mort l’année précédente, l’inspira moins heureusement car ce discours, composé à la prière du comte d’Angivilliers, qui l’avait fait nommer, en 1765, historiographe des bâtiments du roi, s’il n’est pas sans mérite, parut inférieur aux précédents.
Enfin, le 6 novembre 1766, il fut nommé, en remplacement de Jacques Hardion, à l’Académie où, selon son expression, il tenait tant à entrer « par la belle porte ». Dans son discours de réception, prononcé le 22 janvier 1767, il a peint l’homme de lettres citoyen, peut-être en l’élevant un peu trop ; car il partage exactement le soin du monde entre l’homme d’État qui le gouverne, et l’homme de lettres qui l’éclaire. Il compromit ensuite l’effet de son discours avec la lecture d’un chant de sa Pétréide, qui endormit les connaisseurs, Grimm entre autres.
Quelques ouvrages importants furent encore terminés par ce laborieux écrivain, depuis son entrée à l’Académie. En 1770, il lut à la séance publique de la Saint-Louis son Éloge de Marc-Aurèle. Cet ouvrage glorifiant la philosophie, auquel il ne manque qu’un peu de variété, est, avec l’Éloge de Descartes, son chef-d’œuvre. Le public y ayant applaudi à un grand nombre d’allusions contre le pouvoir et les ministres, les hommes désignés par l’opinion publique furent blessés, et défense fut faite à l’orateur d’imprimer son Éloge, qui ne put paraitre qu’en 1775.
À la réception de Loménie de Brienne, archevêque de Toulouse, laquelle eut lieu quelques jours après, 6 septembre 1770, Thomas qui, en qualité de directeur, répondit au récipiendaire, recommença son panégyrique, un peu long et maladroit, en faveur des lettrés. L’avocat général Seguier y vit des allusions blessantes à un réquisitoire qu’il venait de prononcer contre les livres impies brûlés par ordre du parlement. Il se fâcha ; Thomas fut convoqué devant le chancelier : on le menaça de l’exclure de l’Académie, et il fallut l’intervention de l’archevêque de Toulouse pour arrêter une sotte persécution qu’on allait diriger contre l’inoffensif écrivain. L’Essai sur le caractère, les mœurs et l’esprit des femmes de 1772, ne fut pas apprécié des femmes, et l’ouvrage, où on aurait désiré plus de chaleur et d’agrément, donna lieu à beaucoup de critiques et de plaisanteries, particulièrement de la part de Galiani, de Diderot et de Marie du Deffand, et n’obtint qu’un faible succès. Des ouvrages de Thomas qu’on a continué la plus à lire, l’Essai sur les Éloges, paru en 1773, où il semble que le talent de l’auteur s’y soit détendu, est un modèle de critique, sinon profonde, au moins honnête et mesurée.
En 1777, Thomas perdit dans Marie-Thérèse Geoffrin une de ses plus chères amies ; dans un Hommage à sa mémoire, il écrivit sur cette bienfaitrice, qui l’avait forcé d’accepter une rente viagère de 1 200 livres, quelques pages émues, auxquelles il ne mit pas son nom. Dès lors il ne s’occupait plus que du poème de la Pétréide, qu’il ne devait pas terminer, et de sa santé, qui déclinait de jour en jour et le condamnait à des voyages dans le midi, durant lesquels tout travail lui était interdit. D’assez nombreuses lettres qu’il écrivait alors, soit à Suzanne Necker, soit à Mme Monnet, une correspondance suivie avec Ducis, son ami intime, avec Alexandre Deleyre, les seules distractions, que lui permettait sa mauvaise santé, forment la partie la plus curieuse des œuvres de Thomas, car il ne s’y montre presque plus homme de lettres, pour redevenir l’esprit délicat, fin, un peu attristé que la nature l’avait fait, avant qu’il ne succombe à la séduction des pompes du genre oratoire. Il y a des traits charmants qu’on est tout étonné de trouver chez ce solennel écrivain. Voltaire disait en parlant de ses écrits : « Voilà du gallithomas », mais Marmontel fait en maint endroit l’éloge du « sensible et vertueux Thomas, ce grand talent que des critiques inhumaines avaient glacé », dans ses Mémoires.
Thomas, par la noblesse de son caractère, avait conquis l’estime de tous et obtenu quelques amitiés, dont il pouvait être fier ; nous avons nommé quelques-uns de ses amis ; à cette liste il faut ajouter les noms de Marmontel, de D’Alembert, de Barthe, qui avec Ducis et Suzanne Necker, tinrent la principale place dans son cœur, après ses frères toutefois, auxquels il survécut longtemps.
En mai 1785, étant à Oullins, dans le château de l’archevêque de Lyon, Antoine de Montazet, chez qui il s’était arrêté quelques jours en revenant de Nice, il apprit tout à coup la mort de Barthe et qu’un grand accident avait mis les jours de Ducis en danger au passage des Échelles. Il courut chercher ce dernier, mais lui-même mourut quelques mois après, presque en soignant son ami, avec qui il était revenu à Oullins. Antoine de Montazet lui consacra dans l’église d’Oullins une épitaphe, dont quelques traits résument bien ce qu’il faut penser de Thomas : « Il eut des mœurs exemplaires, un génie élevé ; bon, modeste, simple et doux, sévère à lui seul, il ne connut de passions que celles du bien, de l’étude et de l’amitié. Homme rare par ses talents, excellent par ses vertus, il couronna sa vie laborieuse et pure par une mort édifiante et chrétienne. » En un mot Thomas fut le type, déjà rare, de l’homme de lettres qui se respecte, qui respecte le public, et qui, suivant la remarque de Villemain, n’a jamais écrit une phrase dont une conscience sévère et délicate puisse s’alarmer. C’est avec Ducis le plus honorable, le plus véritablement stoïcien des lettrés d’une société finissante.
Les éloges de Thomas, dont quelques uns font partie de recueils particuliers, ont été réunis ensemble et on a fait de même honneur pour ses productions poétiques. Ses Œuvres complètes ont été, quant à elles, l’objet de six éditions durant un demi-siècle ; la première, celle de Paris, a été reproduite à Amsterdam, en 1774, et à Paris, en 1792 ; l’édition de Paris, est augmentée des œuvres posthumes, qui comprennent des fragments de la Pétreide, un Traité sur la langue poétique, la correspondance avec Suzanne Necker, Ducis, etc., et aussi quelques morceaux apocryphes. La meilleure édition de Thomas a été donnée par Pierre Tiffon Saint-Surin. Du vivant même de cet écrivain, des libraires hollandais ont recueilli à plusieurs reprises ses Œuvres diverses. Enfin, on a des extraits de ses écrits sous le titre d’Esprit de Thomas.

## Principales publications
- Ode à Mr Moreau de Séchelles, 1756.
- Mémoire sur la cause des tremblemens de terre, qui a remporté le prix Accessit au jugement de l’Académie royale des sciences, belles-lettres et arts de Rouen, le 3 août 1757, 1758.
- Jumonville, poème, 1759.
- Éloge de Maurice, comte de Saxe, 1759.
- Éloge de Henri François d'Aguesseau, chancelier de France, 1760.
- Épitre au peuple, ouvrage présenté à l’Académie françoise, en 1760, 1761.
- Éloge de René Duguay-Trouin, lieutenant général des armées navales, 1761.
- Ode sur le temps, 1762.
- Les Devoirs de la société civile, Ode adressée à un homme qui vit dans la solitude, 1762.
- Éloge de Maximilien de Béthune, duc de Sully, 1763.
- Éloge de René Descartes, 1765.
- Éloge de Louis, dauphin de France, 1766.
- Amphion, acte de ballet, Paris, Académie royale de musique, 11 octobre 1767, in-4°.
- Lettres sur la paix, Lyon, 1763, in-8o.
- Essai sur le caractère, les mœurs et l’esprit des femmes dans les différens siècles, Paris, 1772 (lire en ligne)Rééd. Nîmes, Lacour, 2001.
- Éloge de Marc Aurèle, 1775.
- Esprit, maximes et principes de Thomas, 1788.
- Essai sur les éloges, ou Histoire de la littérature et de l’éloquence appliquées à ce genre d’ouvrage, Paris, 1812, 2 vol. (lire en ligne).
- Œuvres complètes de Thomas, 6 vol., 1822-25.

## Sources
- Vincent Campenon, Essais de mémoires : ou Lettres sur la vie, le caractère et les écrits de J.-F. Ducis, adressées à M. Odogharty de la Tour, Paris, Nepveu, 1824, 436 p. (OCLC 902192723, lire en ligne), p. 159 et suiv.
- Alexandre Deleyre, Essai sur la vie de M. Thomas, de l’Académie françoise, Paris, Moutard, 1791, vi-291, in-8o (lire en ligne).
- Jean Joseph Dussault, Annales littéraires : ou choix chronologique des principaux articles de littérature insérés par M. Dussault, dans le Journal des Débats, depuis 1800 jusqu’à 1817 inclusivement, t. 1, Paris, Maradan, 1818, 459 p. (lire en ligne), p. 339 et suiv.
- Ferdinand Höfer, Nouvelle Biographie générale depuis les temps les plus reculés jusqu’à nos jours : avec les renseignements bibliographiques et l'indication des sources à consulter, t. 45 Teste-Vermond, Paris, Firmin Didot frères, 1866, 1137 p. (lire en ligne), p. 222-6.
- La Harpe, Lycée : ou, Cours de littérature ancienne et moderne, t. 18, Paris, 458 p. (lire en ligne), p. 428 et suiv.
- Paul Mesnard, Histoire de l’Académie française depuis sa fondation jusqu’en 1830, Paris, Charpentier, 1857, 329 p. (lire en ligne), p. 49 et suiv..
- Pierre Tiffon Saint-Surin, Notice sur Thomas, Paris, Verdière, 1825 (lire en ligne).
- Voltaire, Une correspondance inédite de Voltaire, Paris, S.n., 1898, 523 p. (lire en ligne), p. 515-6.
- Abel-François Villemain, Cours de littérature française : Tableau de la littérature au XVIIIe siècle, t. 4, [2], Paris, Didier, 1840, 4 vol. 22 cm (lire en ligne).

## Pour approfondir